# 遠藤由美子
遠藤 由美子（えんどう ゆみこ、1967年10月5日 - ）は、日本の元歌手、元女優である。血液型はA型。神奈川県横浜市出身。デビュー当初は遠藤 由美子（えんどう ゆみこ、結婚前の本名）名義でタレント活動を行い、その後、森下 由実子（もりした ゆみこ）名義で歌手として活動した。
遠藤由美子時代の愛称はエンポコ。遠藤実の長女・遠藤由美子とは別人である。現在は引退している。

## 来歴・人物
1982年12月、女性3人グループ「ソフトクリーム」のメインボーカルとして、フォーライフよりデビュー。当時は渡辺プロダクションに所属した。
1983年7月、「なるほど!ザ・ワールド」のエンディングテーマ「もしもタヌキが世界にいたら」を「ユミ」名義でリリースしてソロデビューする。
1983年9月より、「欽ドン!良い子悪い子普通の子おまけの子」の、「おまけの子」役としてレギュラー出演する。
1985年4月、チェッカーズ主演の映画「CHECKERS IN TAN TAN たぬき」（東宝）にヒロイン役で出演。
ソフトクリームは1985年に解散し、以後は、主に女優・タレントとして活動し、「おヒマなら来てよネ!」や「君が嘘をついた」なと主にフジテレビ系のドラマに数多く出演し、これ以外にもタケダ胃腸薬のCMにて、武田鉄矢（上司役）とカラオケ中という設定で「男と女のラブゲーム」をデュエットした（シングルは非発売）が、1988年末に引退した。
1993年に森下 由実子と改名し再デビューした。芸名はビーイングの長戸大幸が名付けた（画数が良いとの理由）。ZAIN RECORDSからデビューシングル「Tears」をリリースし、翌1994年に1stアルバム「KICK OFF」をリリースするも、同年限りで再度引退した。

## ソフトクリーム時代とビーイング系時代の違い
- ソフトクリームは、佐久間正英、後藤次利の作曲・編曲がメインだったが、ビーイング系では、向井玲子の作詞、小澤正澄（元PAMELAH）、明石昌夫の編曲がメインになっており、作詞、作曲、編曲の担当者が別々である。

## ディスコグラフィー

### シングル
ユミ名義
|     | リリース日 | タイトル                    | 楽曲制作                                         |
| 1st | 1983年7月  | もしもタヌキが世界にいたら  | 作詞：荒木とよひさ 作曲：坂本龍一 編曲：坂本龍一 |
| 2nd | 1984年5月  | もしもタヌキが世界にいたら2 | 作詞：荒木とよひさ 作曲：坂本龍一 編曲：瀬尾一三 |

森下由実子名義
|     | リリース日     | タイトル            | 楽曲制作                                       |
| 1st | 1993年8月18日  | Tears               | 作詞：向井玲子 作曲：川島だりあ 編曲：明石昌夫 |
| 2nd | 1993年11月10日 | SOMEBODY TO BELIEVE | 作詞：向井玲子 作曲：川島だりあ 編曲：明石昌夫 |

### アルバム
- KICK OFF(1994/08/20)

### DVD
- LEGEND of 90's J-ROCK「LIVE BEST & CLIPS」(2012/08/08、オムニバス)[1][2]
DISC2-32「Tears」、DISC2-33「SOMEBODY TO BELIEVE」収録

## 出演

### テレビドラマ
- 噂の刑事トミーとマツ2 第38話「マツが妊娠? 課長突然の恐怖」（1982年、TBS）
- 火曜サスペンス劇場「ある少女の犯罪  私は女!!」(1985年8月13日、日本テレビ） - 主演・佐伯マキ 役
- 木曜ドラマストリート（フジテレビ）
  - 「三姉妹探偵団」（1986年2月20日)
  - 「放課後」（1986年3月27日）
- 花王 愛の劇場「母さん、家においでよ」（1986年、TBS）
- な・ま・い・き盛り（1986年、フジテレビ） - 渡辺ひろみ 役
- 金曜ロードショー特別企画「法医学教室の長い一日」（1986年11月7日、日本テレビ）
- キスより簡単（1987年、フジテレビ） - 田山知子 役
- おヒマなら来てよネ!（1987年、フジテレビ） - 泊清美 役
- NEWジャングル 第15話「俺たちのアダウチ」（1988年4月22日、日本テレビ）
- 抱きしめたい!（1988年、フジテレビ） - 英子 役
- ドラマ23「お見合いフルコース」（1988年9月、TBS）
- 君が嘘をついた（1988年、フジテレビ） - 真奈美 役
- 長七郎江戸日記（1988年、日本テレビ） - お袖 役

### 映画
- CHECKERS IN TAN TAN たぬき（1985年、東宝） - ポン 役

### バラエティ
- 欽ドン!良い子普通の子悪い子おまけの子（フジテレビ）

### CM
- タケダ胃腸薬（1988年）